# 徒單銘
徒单铭（12世纪—1214年），徒单氏，字国本，完颜允恭为他赐名重泰，金朝女真人，徒单贞的孙子。
徒单铭性情沉默寡言，粗通经史。金世宗大定末年，充奉御。金章宗即位，袭猛安，担任河东北路按察转运使。大安末年，改知大名府事，担任河北东西、大名路安抚使。当时，大名府连年没有丰收，百姓饥馑，徒单铭奏请大出交钞，赈济饥民。至宁元年（1213年），胡沙虎弑杀皇帝完颜永济，徒单铭至彰德府奉迎完颜珣。完颜珣即位为金宣宗，拜徒单铭为尚书右丞，不久出为北京留守。贞祐二年（1214年）去世。